# Pedro González de Lara
Pedro González de Lara (muerto en Bayona, 16 de octubre de 1130) fue un magnate castellano. Sirvió a Alfonso VI de joven y más tarde se convirtió en amante de su heredera, la reina Urraca. Puede que se uniera a la Primera Cruzada siguiendo a Raimundo IV de Tolosa, ganándose el apodo de «El Romero» («el errante, el peregrino»). En el apogeo de su influencia fue la persona más poderosa en el reino después del monarca. La preponderancia de su poder en Castilla está atestiguada en numerosos documentos entre 1120 y 1127. Se opuso a la sucesión del heredero legítimo de Urraca, Alfonso VII. Este conflicto terminó con su muerte prematura.
Fue en la generación de Pedro que se comenzó a utilizar en los reinos ibéricos el uso de toponímicos en vez de solamente el patronímico y Pedro fue el primer miembro de su linaje que añadió a su patronímico el «de Lara», una costumbre continuada por sus descendientes. Un buen ejemplo del estilo de Pedro se encuentra en una carta real de 1 de febrero de 1124: uenerabilis comes dominus Petrus de Lara, «el venerable conde don Pedro de Lara».

## Abanderado de Alfonso VI (1088-1091)
Pedro González era hijo de Gonzalo Núñez, el primer miembro claramente identificable de la familia Lara y su esposa, Goto Núñez. Estaba emparentado con el conde Gonzalo Salvadórez, quien también tenía tierras en Lara, y tuvo varios hermanos, entre ellos el conde Rodrigo González y María, señora de los Cameros por su matrimonio con Íñigo Jiménez. Las tierras de la familia Lara estaban localizadas en Castilla la Vieja. Entre el 27 de 1088 y 10 de noviembre de 1091 Pedro sirvió como alférez, abanderado de la comitiva del rey. Al final de este servicio firmó documentos justo debajo de los nombres de los condes del reino. El conde de Lara fue sustituido como alférez por Gómez González a principios de 1092. Una carta fechada en mayo de 1098 referida al «Conde Pedro, alférez» es casi seguro una falsificación ya que Gómez aún ejercía ese cargo en marzo, abril y mayo de ese año y nunca fue nombrado como conde antes de 1107.
No hay dudas de que el alférez Pedro González fue el hombre que más tarde fue conde de Lara. Hay al menos otro homónimo y coetáneo quien junto a su esposa Elvira Fernández, vendió una parcela de tierra por 400 sólidos al conde Fruela Díaz y su esposa Estefanía.

## En el entorno de Elvira y la Primera Cruzada (1092-1105)

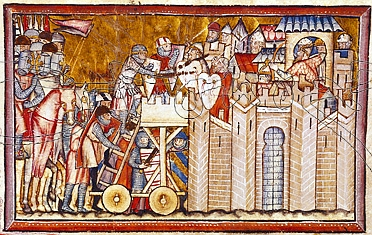
Miniatura de un asedio, de La gran conquista de Ultramar

El conde Raimundo IV de Tolosa, posiblemente en 1092, completó una alianza matrimonial con Alfonso VI al casarse con su hija ilegítima más joven, Elvira Alfónsez. Cuando decidió a tomar la cruz y unirse a la Primera Cruzada en 1095, iba acompañado por «un grupo de caballeros españoles». Entre ellos se encontraba probablemente Pedro González, que desaparece de los registros de los reinos de Castilla y León precisamente en este momento, y no vuelve a aparecer hasta el 22 de septiembre de 1105 en Burgos. Esto corresponde a un tiempo después de la muerte de Raimundo (28 de febrero de 1105), tiempo que coincide con el que llevó a Elvira y su pequeño hijo de Raimundo, Alfonso Jordán, regresar a Toulouse y reclamar el condado. A instancias de Alfonso VI, en 1105 el Papa Pascual II le dio la segunda de las tres órdenes (los otros llegarían en 1100 y 1109) al mando de los españoles que habían ido a Tierra Santa para volver a su reino. Siguiendo la misma hipótesis de que Pedro acompañó a Raimundo a Tierra Santa en la comitiva española de su esposa, también es probable que regresara a Europa con Elvira en el verano de 1105.
No hay evidencia contemporánea de la participación española en la primera cruzada, pero a finales del siglo XIII la Gran conquista de Ultramar se refiere a «una compañía de caballeros españoles que había estado» en el Sitio de Nicea en 1097, «custodiando al conde de Toulouse, cuyo jefe él había designado, el señor Pedro González el Romero, que era muy buen caballero de armas, y nació en Castilla». Continúa narrando un acontecimiento que supuestamente tuvo lugar durante el Sitio de Antioquía (1097–98) después de que mataran al caballo de Roberto II de Flandes y Roberto se vio obligado a luchar desmontado contra varios turcos. Dos caballeros, uno de Francia y otro Pedro González, vinieron a su rescate, «pero el español, que llegó en primer lugar, dio tal golpe en la espalda de un moro con la lanza que llevaba en la mano que le salió por el pecho unos cuantos centímetros, y lo dejó muerto en el suelo». Es posible que la «Gran conquista» haya confundido a Pedro González con el Petrum de Castillione mencionado en la Gesta francorum que luchó en el ejército de Raimundo de Tolosa y que el evento en Antioquía confunde a Pedro con Pedro Bartolomé, quien tuvo una visión en Antioquía y encontró la Lanza Sagrada.

## Conde de Lara (1107-1129)
El 6 de mayo de 1107 Pedro gobernaba Lara con el título de conde y aparece en agosto de 1110 como tenente en Medina del Campo. Aunque continuaba ejerciendo como tenente en Lara, también se le encomendó el gobierno de  Peñafiel (1113), Palencia (1122), Torremormojón (1124), y Portillo (1125). Bajo Alfonso VII gobernó Dueñas y Tariego entre el 23 de mayo de 1127 y el 13 de mayo de 1128.
El 2 de septiembre de 1125 Pedro dio a sus villanos de Uranave y Ranedo a Santo Domingo de Silos a cambio de las propiedades del monasterio de Arlanza y Tordueles. En 1127, junto con su mujer Ava, otorgó un fuero a la villa de Tardajos y en octubre de 1128 a Jaramillo Quemado, firmando como Petrus Gonçalvis gratia Dei, Larensis comes y en febrero del año siguiente, confirma un documento en el monasterio de Sahagún, Petro comite su ipso in Lara, lo cual puede interpretarse como «un fallido intento de Pedro por pasar de tenente a señor de Lara». Aunque el fuero de Jaramillo se ha perdido, Prudencio de Sandoval hizo una copia en el siglo XVII donde se refleja que el pueblo debía pagar la suma anual de cinco sólidos de plata al conde por sus privilegios. El fuero de Tardajos fue reeditado con enmiendas en tres ocasiones posteriores, ya sea por Pedro o Eva, la última en 1147. El último registro de Pedro como gobernante en Lara data del 2 de abril de 1129. Un año después, se alzó en rebelión.

## Rebelión, exilio y muerte (1126-1130)
Tras la adhesión de Alfonso VII en marzo de 1126, las torres de León se volvieron en su contra por parte de algunos nobles que preferían ser gobernados por Pedro y su hermano Rodrigo (presumiblemente en nombre de Urraca y el hijo ilegítimo de Pedro) que por Alfonso. Finalmente, las torres se rindieron y Pedro y Rodrigo se vieron obligados a hacer su presentación al nuevo monarca y rendirle homenaje. 
En 1130, después del nacimiento de un hijo, llamado Raimundo, a Alfonso y su reina, Berengaria, Pedro, Rodrigo, y sus seguidores se rebelaron, con la esperanza de recibir el apoyo de Alfonso I de Aragón y Navarra. Junto a Pedro y su yerno Bertrán de Risnel tomó la ciudad de Palencia. Rodrigo se rebeló en Asturias, Jimeno Íñiguez, sobrino de Pedro por se hijo de su hermana María, se rebeló en Coyanza, y Pedro Díaz de Valle, padre de Gontrodo Pérez se rebeló desde su castillo de «Valle» pero fueron derrotados por los condes Osorio Martínez y su hermano Rodrigo. En junio Alfonso logró tomar Palencia y detuvo a Pedro y Bertrán. Sus feudos fueron confiscados y ellos fueron desterrados. Los rebeldes restantes pronto llegaron a un acuerdo.
Pedro pasó su exilio al servicio de Alfonso de Aragón, a quien siguió hasta el asedio de Bayona. Allí desafió a Alfonso Jordán, conde de Tolosa, hijo de Raimundo IV y Elvira, a una justa. Fue herido, cayó de su caballo y se rompió un brazo y a los pocos días falleció. Un obituario en la Catedral de Burgos registra su muerte el 16 de octubre de 1130.

## Descendencia
A mediados de 1110, una vez fallecido el conde Gómez González, su principal rival, el conde Pedro se convirtió en el amante de la reina reinante, Urraca y en una de las figuras más influyentes en el reino. Esta relación escandalizó a gran parte de la nobleza y según De rebus Hispaniae: «El conde Pedro de Lara en tanto mostró una inconveniente familiaridad privada con la reina que él esperaba consolidar mediante matrimonio, tuvo preeminencia sobre todos y comenzó a ejercer el oficio de rey y a dominar a todos como señor».
Tuvo por lo menos dos hijos con Urraca: 
- Elvira Pérez de Lara (c. 1111-c. 1174). Contrajo un primer matrimonio con García Pérez de Traba, hijo del conde Pedro Froilaz según declara en un documento en 1138 cuando confirma como comitissa Gelvira domini Petri et reginae domne Urraccae filia pro anima viri domino Garcia comitis domini Petri filius et dominae Maioris.[15] Después de enviudar y según los deseos de su medio hermano Alfonso VII, contrajo matrimonio cerca de 1128 con Beltrán de Risnel de quien no tuvo descendencia.[16]
- Fernando Pérez Furtado[17] (c. 1114-1156), llamado así porque se le privó de una herencia por ser bastardo (Hurtado significa «robado»). Aparece en noviembre de 1123 como Fernandus Petri minor filius. Participó en la batalla de San Mamede en junio de 1128 y fue capturado por los Portugueses.[18][19] Quedó en ese reino y aparece en 1140 en el Convento de San Juan de Tarouca confirmando un documento como Ferdinandus Furtado, frater Imperatoris.[e] Antiguos genealogistas le consideraban ancestro de los Hurtado de Mendoza, pero tal afirmación no tiene base documental alguna.[f] Vivió después en Portugal.[21][22][g][24]

Alrededor de 1109, Pedro González se casó con la condesa Eva (Ava), la joven viuda del conde García Ordóñez, que había gobernado Nájera y falleció en la Batalla de Uclés en 1108. Aunque Ava fue considerada hija del conde Pedro Froilaz, lo más probable es que sus orígenes fueran ultrapirinéicos.
Con su esposa, Pedro tuvo varios hijos:
- Manrique Pérez de Lara,[27] (m. 1164) que heredó la jefatura de la casa de Lara y fue el magnate más poderoso de su tiempo.
- Álvaro Pérez de Lara (m. 1172),[28] conde, esposo de Mencía López de Haro, hija del conde Lope Díaz I de Haro, señor de Vizcaya. Después de enviudar, Mencía fue abadesa del monasterio de San Andrés de Arroyo.
- Nuño Pérez de Lara (m. 1177)[29], conde, esposo de Teresa Fernández de Traba quien después casó con el rey Fernando II de León.
- Rodrigo Pérez de Lara (m. 1169)[27][30] En algún momento antes de 1165 Rodrigo se convirtió en el prior de la fundación cluniacense de San Salvador de Nogal, el único caso conocido de un varón de la aristocracia castellana que fue religioso en el siglo XII.[31] En 1164, después de la muerte de su hermano Manrique, aparece junto con sus sobrinos en la Catedral de Burgos y en 1165 en el monasterio donde era prior donde confirma un documento como Roderico monacho, comitis Petri filio, regente ecclesiam supradictam.[32]
- María Pérez de Lara[33], quien se casó con Pedro Fernández de Castro, primer maestre de la Orden de Santiago.
- Milia Pérez de Lara[h], condesa por su matrimonio con el conde Gómez González de Manzanedo.[34]